# Кубок Хуана Миньябуру
Кубок Хуана Миньябуру (исп. Copa Juan Mignaburu) — международный футбольный турнир, проводившийся в середине первой половине XX века. Назван в честь аргентинского политика и бывшего президента Ассоциации любительского футбола Аргентины Хуана Миньябуру.
Турнир проводился между сборными Аргентины и Уругвая. Во всех турнирах победу одержала Аргентина. В розыгрыше 1943 года в матче была зафиксирована ничья, но трофей достался Аргентине из-за факта, что она была действующим чемпионом.

## Турниры
15 августа, 1935
| Аргентина      | 3:0 | Уругвай | Индепендьенте, Авельянеда Зрители: 40 000 Судья: Хосе Гальи (Аргентина) |
| Диего Гарсия   |     |         | Индепендьенте, Авельянеда Зрители: 40 000 Судья: Хосе Гальи (Аргентина) |
| Альберто Сосая |     |         |                                                                         |
| Альберто Сосая |     |         |                                                                         |

9 августа, 1936
| Аргентина          | 1:0 | Уругвай | Индепендьенте, Авельянеда Зрители: 40 000 Судья: Доминго Солари (Аргентина) |
| Альберто Сосая 71' |     |         | Индепендьенте, Авельянеда Зрители: 40 000 Судья: Доминго Солари (Аргентина) |

18 июня, 1938
| Аргентина               | 1:0 | Уругвай | Монументаль, Буэнос-Айрес Зрители: 65 000 Судья: Альберто Неме (Аргентина) |
| Хосе Мануэль Морено 10' |     |         | Монументаль, Буэнос-Айрес Зрители: 65 000 Судья: Альберто Неме (Аргентина) |

15 августа, 1940
| Аргентина                 | 5:0 | Уругвай | Монументаль, Буэнос-Айрес Зрители: 65 000 Судья: Убальдо Руис (Аргентина) |
| Хайме Сарланга 41'        |     |         | Монументаль, Буэнос-Айрес Зрители: 65 000 Судья: Убальдо Руис (Аргентина) |
| Грегорио Хуан Эсперон 64' |     |         |                                                                           |
| Хосе Мануэль Морено 77'   |     |         |                                                                           |
| Хуан Марвесси 86'         |     |         |                                                                           |
| Хуан Марвесси 90'         |     |         |                                                                           |

28 марта, 1943
| Аргентина                     | 3:3 | Уругвай                 | Монументаль, Буэнос-Айрес Зрители: 65 000 Судья: Хосе Масиас (Аргентина) |
| Рене Понтони 2'               |     | Хосе Мария Медина 23'   | Монументаль, Буэнос-Айрес Зрители: 65 000 Судья: Хосе Масиас (Аргентина) |
| Рене Понтони 41'              |     | Луис Эрнесто Кастро 48' |                                                                          |
| Ринальдо Мартино 89' (с пен.) |     | Хосе Мария Медина 49'   |                                                                          |

## Лучшие бомбардиры
| Место | Футболист           | Голы |
| ----- | ------------------- | ---- |
| 1     | Альберто Сосая      | 3    |
| 2     | Хуан Марвесси       | 2    |
| 2     | Хосе Мануэль Морено | 2    |
| 2     | Хосе Мария Медина   | 2    |